# Naudinia
Naudinia es un género con ocho especies de plantas de flores perteneciente a la familia Rutaceae.

## Especies seleccionadas
- Naudinia amabilis
- Naudinia argyrophylla
- Naudinia chrysophylla
- Naudinia forsteri
- Naudinia glabra
- Naudinia ovalifolia
- Naudinia pileolata
- Naudinia umbella